# کمان سنبلی (سرده)
کمان سنبلی (نام علمی: Psilurus) نام یک سرده از تیره گندمیان است.